# Polyplectropus jannai
Polyplectropus jannai är en nattsländeart som beskrevs av Malicky 1993. Polyplectropus jannai ingår i släktet Polyplectropus och familjen fångstnätnattsländor. Inga underarter finns listade i Catalogue of Life.